# Heterodrilus decipiens
Heterodrilus decipiens är en ringmaskart som beskrevs av Erséus 1997. Heterodrilus decipiens ingår i släktet Heterodrilus och familjen glattmaskar. Inga underarter finns listade i Catalogue of Life.